# Тюбинген (район)
Тюбинген (нем. Tübingen) — район в Германии. Центр района — город Тюбинген. Район входит в землю Баден-Вюртемберг. Подчинён административному округу Тюбинген. Занимает площадь 519,17 км². Население — 216 632 чел. Плотность населения — 417 человек/км².
Официальный код района — 08 4 16.
Район подразделяется на 15 общин.

## Города и общины

### Города
1. Мёссинген (19 986)
2. Роттенбург-на-Неккаре (42 761)
3. Тюбинген (83 557)

### Общины
1. Аммербух (11 634)
2. Бодельсхаузен (5 896)
3. Деттенхаузен (5 389)
4. Дуслинген (5 465)
5. Гомаринген (8 577)
6. Хирлинген (2 942)
7. Кирхентеллинсфурт (5 532)
8. Кустердинген (8 235)
9. Нерен (4 295)
10. Нойштеттен (3 447)
11. Офтердинген (4 452)
12. Штарцах (4 464)